# Dzień Oświecenia Buddy
Dzień Oświecenia Buddy – dzień, w którym Budda Siakjamuni osiąga oświecenie. W różnych tradycjach buddyjskich jest on obchodzony innego dnia i w inny sposób, lecz upamiętnia to samo zdarzenie.

## Buddyzm theravada
Vesak (Visakha Puja) przypada w dzień pełni Księżyca, szóstego miesiąca księżycowego – pali. Visakha (maj), oprócz roku przestępnego, kiedy to przypada w czerwcu. Nazwa święta pochodzi od nazwy szóstego miesiąca w kalendarzu indyjskim. Święto upamiętnia trzy najważniejsze wydarzenia w życiu Buddy:
- Narodziny: w roku ok. 624 p.n.e. królowa Maha Maya Devi powiła księcia Siddhatthę. Miało to miejsce w Gaju Lumbini, gdzie odpoczywała pod drzewem sal w drodze do domu swych rodziców w Devadaha.

- Oświecenie: Siddhattha, Przyszły Budda, przebywał przez sześć lat w gaju nad brzegiem rzeki Nairanjana, gdzie wraz z pięcioma ascetami praktykował ascetyzm. Zdawszy sobie sprawę, że surowe ascetyczne praktyki nie prowadzą do spełnienia, porzucił je i oddalił się do pobliskiej wioski Senani. Przyjmując od ścinacza trawy dar w postaci pęku trawy kuśa na matę, zasiadł pod drzewem figowym, twarzą na zachód. Postanowił nie wstawać dopóki nie osiągnie oświecenia. Osiągnął je o poranku, w dzień pełni Księżyca w miesiącu Visakha.

- Odejście: Osiągnąwszy wioskę Kushinagar (Kusinara), Mallów, nieopodal brzegu rzeki Hiranyavati, Budda zdecydował, że nadszedł Jego czas. Rozkazał Ānandzie, by przygotował dla Niego łoże pomiędzy dwoma drzewami sal z węzgłowiem skierowanym na północ. Buddha odszedł, po dokładnie 80 latach życia, w dzień swych urodzin. Tego dnia, 543 roku p.n.e., kiedy zaczęło się odliczanie lat buddyjskiej ery (BE), Budda osiągnął ostateczny cel połączywszy oświecenie z nirwaną, uwalniając się na zawsze z wiecznego cyklu narodzin i śmierci.

Buddyści używają światła (świec, lampek oliwnych), by uczcić Visakha i przypomnieć, że Budda pokazał ludziom jak osiągnąć oświecenie.

## Buddyzm mahajana
Święto Oświecenia Buddy obchodzi się 8 grudnia. Przez tydzień poprzedzający ceremonię, klasztory zen na całym świecie przeprowadzają odosobnienia o najsurowszych regułach, zwane w Japonii rohatsu. W niektórych przypadkach uczestnicy nie kładą się spać przez 7 dni.